# Поліцейські (фільм, 1997)
«Поліце́йські» (англ. Cop Land; дослівно — «Земля поліцейських») — фільм режисера Джеймса Менголда про проблеми професійної корупції в поліції США, що тягнуть за собою серію кримінальних злочинів. Вийшов на екрани 1997 року, в головних ролях: Сильвестр Сталлоне, Гарві Кейтель, Рей Ліотта, Роберт Де Ніро.

## Зміст
Вигадане місто Гаррісон у Нью-Джерсі лежить на річці Гудзон  і безпосередньо межує з Нью-Йорком. Тут, за сюжетом, традиційно живуть сім'ї офіцерів і співробітників департаменту поліції Нью-Йорка. Два штати з'єднує міст Джорджа Вашингтона, який є місцем дії багатьох сцен фільму, він єднає героїв або робить їх ворогами.
Фредді Хефлін (Сталлоне) — шериф Гаррісона. Кілька років тому, рятуючи свою кохану Ліз (Шиорра), він дістав травму, яка спричинила зниження слуху. За медичними показаннями Фредді не зміг служити в поліції, але завжди захоплювався своїми друзями — поліцейськими. Один з них — Гарі Фіггіс (Ліотта). Неформальна влада в місті належить групі корумпованих поліцейських, яку очолює лейтенант Донлан — «дядя Рей» (Кейтель).
Тільки почавши службу, офіцер Мюррей Бабич (Рапапорт), племінник Донлана, в нетверезому стані необґрунтовано застосовує зброю і стає винуватцем загибелі двох афроамериканських підлітків. Побоюючись витоку зайвої інформації під час допитів Бабича, Донлан змушує того сховатися й інсценує його самогубство. Слідство за фактом перевищення посадових повноважень веде лейтенант відділу внутрішніх розслідувань поліції Нью-Йорка Мо Тілден (Де Ніро). Він упевнений, що за суїцидом ховаються інші тяжкі злочини. Але його повноваження обмежені штатом Нью-Йорк. Не довіряючи поліції Нью-Джерсі, він звертається за сприянням до шерифа, але Хефлін відмовляється збирати інформацію проти друзів свого дитинства.
Випадково дізнавшись, що Мюррей Бабич живий, шериф змінює своє ставлення до подій у Гаррісоні й вирушає до лейтенанта Тілдена з готовністю розпочати співпрацю. Той повідомляє йому, що справа закрита керівництвом через відсутність серйозної доказової бази. Випадково чи ні, але в руки Хефліна потрапляють файли з фактами попереднього розслідування діяльності групи Донлана. Зіставивши цю інформацію зі своїми даними і провівши незалежне розслідування, шериф дійшов висновку, що корумповані поліцейські замішані в гуртовій торгівлі наркотиками, аферах з іпотечним кредитуванням, вбивстві свідків. При спробі затримати Бабича і передати його в руки правосуддя Хефлін і Фіггс, що примкнув до нього, фізично усувають майже всіх злочинців у поліцейській формі. Мюррей Бабич і зібрані документальні докази успішно передані Мо Тілдену в Нью-Йорк.

## Ролі
| Актор              | Роль          |
| ------------------ | ------------- |
| Сильвестр Сталлоне | Фредді Хефлін |
| Гарві Кейтель      | Рей Донлан    |
| Рей Ліотта         | Гері Фіггіс   |
| Роберт Де Ніро     | Мо Тілден     |
| Пітер Берг         | Джої Рендон   |
| Роберт Патрік      | Джек Ракер    |
| Майкл Рапапорт     | Мюррей Бабич  |
| Аннабелла Шиорра   | Ліз Рендон    |
| Ноа Еммеріх        | Білл Гайслер  |
| Джон Спенсер       | Лео Краскі    |
| Френк Вінсент      | Лассаро       |
| Іді Фалко          | Берта         |
| Method Man         | Шондел        |
| Деббі Гаррі        | Делорес       |
| Роберт Джон Берк   | офіцер        |

## Знімальна група
- Режисер — Джеймс Менголд
- Сценарист — Джеймс Менголд, Кері Вудс
- Композитор — Говард Шор